# Alzamiento socialrevolucionario
El Alzamiento socialrevolucionario o revuelta socialrevolucionaria es el nombre que recibe el enfrentamiento de los socialrevolucionarios de izquierda (PSRI) con el Gobierno bolchevique que tuvo lugar en el verano de 1918 y que comenzó con el asesinato del representante diplomático alemán, el conde Wilhelm von Mirbach. El choque acabó con el poder político del partido SR de izquierda, eliminado por la persecución de los bolcheviques.
Los acuerdos de Lenin con los alemanes, vistos como adalides del imperialismo y supresores de la revolución en Ucrania y Finlandia, llevaron a los SR de izquierda —que se consideraban a sí mismos como defensores del socialismo internacional— a tratar de oponerse a esta política de cesiones a los alemanes. A la oposición a la paz con los Imperios Centrales se unieron otras desavenencias como la oposición socialrevolucionaria a la política de requisición de alimentos en campo, la aplicación judicial de la pena de muerte, la disolución de los sóviets donde los bolcheviques no habían obtenido el control o la expulsión de la oposición socialista moderada de los soviets que tensaron las relaciones entre socialrevolucionarios de izquierda y bolcheviques.
Los SR deseaban forzar a los bolcheviques a cambiar su postura respecto a Alemania, denunciando el Tratado de Brest-Litovsk y enfrentándose a ella. Primero trataron de utilizar el V Congreso Panruso de los Sóviets para forzar este cambio de política pero, una vez que los bolcheviques se aseguraron —de manera poco clara— la mayoría en el congreso, esto resultó imposible. Los socialrevolucionarios de izquierda optaron entonces por asesinar a diversas personalidades alemanas para causar una ruptura de relaciones.
El 6 de julio, dos miembros socialrevolucionarios de la Cheka asesinaron al embajador alemán y se refugiaron en las oficinas de esta en Moscú. Allí detuvieron a Feliks Dzerzhinski, que había acudido a arrestarlos cuando se encontró que el edificio estaba en manos del comité central del PSRI, que se hallaba allí reunido. A pesar de la debilidad militar bolchevique, la pasividad de los socialrevolucionarios permitió a Lenin arrestar a la delegación socialrevolucionaria del congreso, que no había recibido aviso del asesinato ordenado por su comité central y, durante la mañana del 7 de julio, tomar al asalto la sede de la Cheka, bombardeada con dureza. Rápidas acciones de los bolcheviques en Petrogrado sorprendieron a las fuerzas socialrevolucionarias de la ciudad, desprevenidas sobre los acontecimientos de la capital.
La represión desencadenada a raíz del asesinato acabó con el poder político del PSRI que, si bien no desapareció completamente de las instituciones, no volvió a desempeñar un papel político destacado en ellas.

## Antecedentes

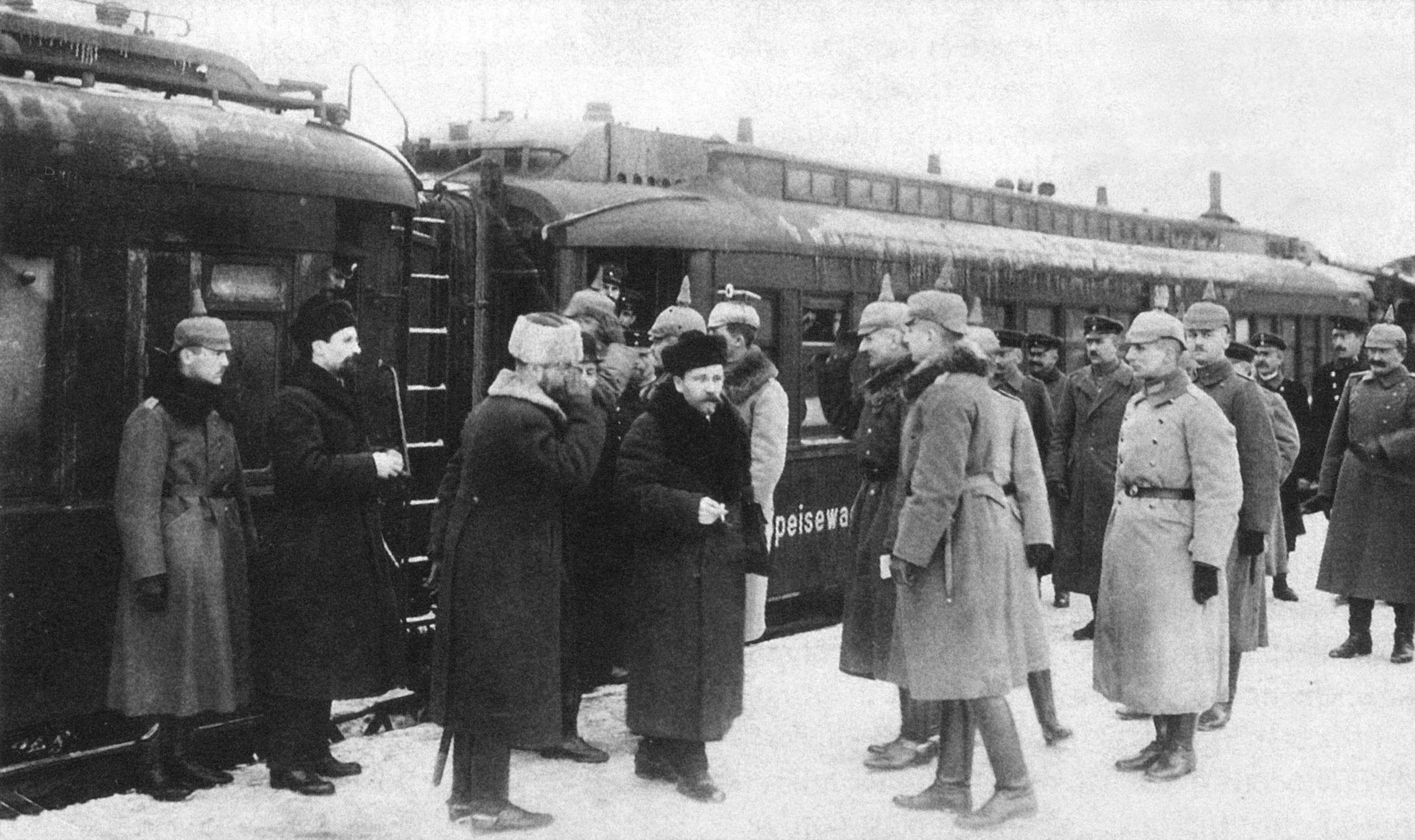
Llegada de delegados rusos a Brest para las negociaciones de paz con los Imperios Centrales. La firma del Tratado de Brest-Litovsk supuso la retirada de los Social-Revolucionarios de izquierda del Gobierno de coalición con los bolcheviques.

La firma del Tratado de Brest-Litovsk el 3 de marzo de 1918 no trajo la paz al Gobierno de coalición entre bolcheviques y socialrevolucionarios de izquierda (Sovnarkom=Consejo de Comisarios del Pueblo, en ruso: Совет народных комиссаров, abreviado como Sov-nar-kom). El PSRI abandonó el Sovnarkom, aunque permaneció en el Comité Ejecutivo Central Panruso (VTsIK). En Finlandia, donde el Gobierno se había comprometido por el tratado a no intervenir, el desembarco de tropas alemanas ayudó significativamente a las fuerzas «blancas» (contrarrevolucionarias) a aplastar la revolución en la zona. En Ucrania, se había establecido un Gobierno títere, el Hetmanato, con respaldo alemán. Las fuerzas de los Imperios Centrales avanzaban a través de Ucrania hacia Rostov del Don mientras unidades otomanas lo hacían en el Cáucaso. En marzo, tropas Aliadas desembarcaban en Múrmansk y en abril lo hacían en la región del Extremo Oriente ruso.
En el interior, la situación tampoco era halagüeña para el Gobierno: a finales de mayo comenzaron los choques entre los rusos y la Legión Checoslovaca y en junio se formaron Gobiernos rivales antibolcheviques en Samara (el Komuch) y Omsk (el Gobierno Provisional Siberiano).
El Tratado de Brest-Litovsk había destruido el entendimiento entre bolcheviques y SR de izquierda, que había permitido el ingreso de estos últimos en el Gobierno en diciembre de 1917, tras la toma del poder por los primeros en la Revolución de Octubre del 25 de octubrejul./ 7 de noviembre de 1917greg.. Con el tratado, los socialrevolucionarios de izquierda consideraban que se había perdido la oportunidad de extender la revolución por Europa mediante una guerra revolucionaria.
La influencia de los socialrevolucionarios de izquierda creció en los sóviets durante la primavera, mientras mermaba la de los bolcheviques. La relación entre los dos antiguos socios de gobierno empeoró notablemente en mayo y junio. La expulsión de los sóviets de la oposición menchevique y socialrevolucionaria de derecha (14 de junio), la aplicación judicial de la pena de muerte, la disolución de sóviets donde los bolcheviques no habían logrado el control, y las requisiciones de grano se unieron a los desacuerdos sobre política exterior. Las medidas del Gobierno en el campo, con el nombramiento de comisarios con extraordinarios poderes para requisar alimentos en los pueblos disgustó especialmente a los SR, que lograron el apoyo contra estas medidas de la oposición socialista, formada por mencheviques y socialrevolucionarios de derecha. Esta oposición había llevado a su expulsión de los sóviets, tanto nacionales como provinciales, a pesar de las protestas de los SR de izquierda.

## El Quinto Congreso de los Sóviets
En esta situación de tensión interna comenzó el V Congreso Panruso de los Sóviets que debía decidir la política del país (4 de julio de 1918). El enfrentamiento entre SR y bolcheviques fue duro, augurando el choque armado posterior. Los bolcheviques enviaron una gran cantidad de delegados que se sospechaba no habían sido elegidos legítimamente, sino simplemente enviados para lograr una amplia mayoría en el congreso.
Los oradores SR atacaron acerbamente la política de los bolcheviques,  tanto en el campo como especialmente la paz con la imperialista Alemania y la falta de defensa de la revolución en Ucrania y Finlandia. La amplia mayoría bolchevique, sin embargo, desbarataba los planes socialrevolucionarios de cambiar la política gubernamental en el congreso, que volvía a controlar el partido de Lenin. Esta desilusión, la sensación de peligro ante las amenazas bolcheviques —plasmadas en una resolución de Trotski que permitía el fusilamiento de los que se opusiesen a la ocupación alemana de Ucrania— y el convencimiento de que una acción terrorista podría forzar el comienzo de nuevas hostilidades con Alemania llevaron a la dirección socialrevolucionaria a decidir el asesinato del embajador alemán en Moscú. El asesinato de destacadas figuras alemanas, como el embajador, el general Eikhord —comandante de las fuerzas de ocupación en Ucrania— o el propio káiser, se había aprobado en una sesión privada del 2.º Congreso del Partido en abril. El comité central había confirmado esta decisión días antes del comienzo del congreso de los soviets, el 24 de junio. El objetivo de los SR no era desafiar a los bolcheviques, sino forzar al Sovnarkom a enfrentarse a los alemanes; aquel debía lograrse preferiblemente mediante las mociones del congreso pero, una vez eliminada esta vía, los SR retomaron la decisión de llevar a cabo los asesinatos. El conocimiento de los planes quedó circunscrito a unos pocos miembros del comité central: ni los delegados del congreso de los soviets, ni los del partido, ni el propio lugarteniente de la Cheka, Viacheslav Aleksandróvich, recibieron comunicación alguna acerca de la resolución del comité central.

## El asesinato del enviado alemán Mirbach

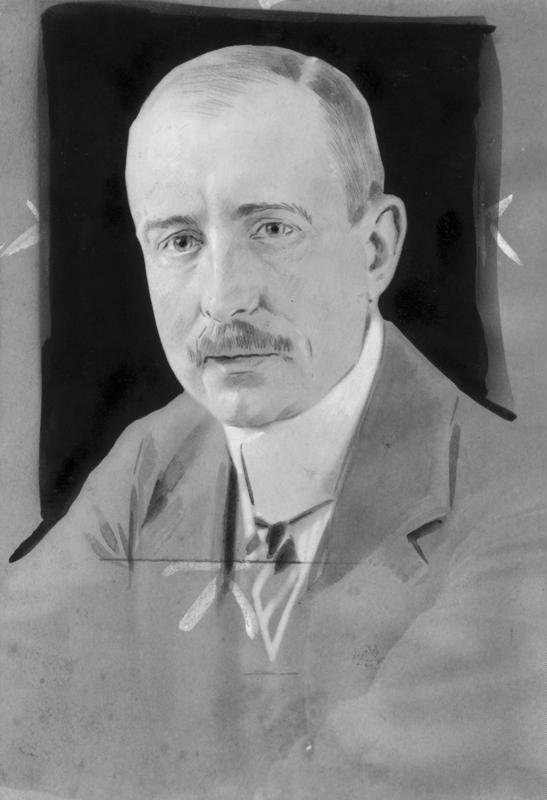
El conde Wilhelm Mirbach, embajador alemán en Rusia desde abril de 1918, asesinado por los socialrevolucionarios de izquierda el.

Los preparativos comenzaron la noche del 4 de julio, tras el comienzo del congreso. El plan original había previsto el homicidio para el día siguiente, pero la necesidad de prepararlo con detalle condujo a que se pospusiese hasta el 6. Los elegidos fueron Yákov Bliumkin, encargado de la sección de contraespionaje la Cheka dedicada a vigilar la actividad de los alemanes, y Nikolái Andréyev, un fotógrafo de la misma sección.
Una hora antes del asesinato del embajador alemán, un miembro del comité central del PSRI, probablemente Mariya Spiridónova, entregó a los asesinos las armas y las últimas indicaciones. Bliumkin y Andréyev escondieron las pistolas y las granadas en unos maletines y se dirigieron en un automóvil de la Cheka a la embajada alemana, a donde llegaron pasadas las dos de la tarde. A primera hora de la tarde del 6 de julio, los dos SR miembros de la Cheka acudieron a la embajada alemana, solicitando ver al representante alemán, conde Mirbach, que había llegado al país a finales de abril. Mirbach creyó que los chekistas venían a informarle sobre un plan que parecía existir para acabar con su vida y del que anteriormente le habían avisado. Tras lograr ser recibidos utilizando una autorización con la firma de Dzerzhinski falsificada, lo asesinaron a tiros y con una bomba y huyeron en un automóvil que los esperaba y se dirigieron directamente a la central de la Cheka, bajo mando SR. Bliumkin había disparado contra el embajador y sus dos ayudantes, fallando el blanco, mientras que Andréyev consiguió herirlo de muerte. Los asesinos huyeron saltando por una ventana mientras lanzaban unas granadas para crear confusión; Bliumkin se fracturó una pierna en el salto y resultó herido por uno de los centinelas de la embajada. En la antigua residencia de un rico industrial, convertida en sede del destacamento de combate de la Cheka, les esperaba casi la totalidad del comité central del PSRI. El grupo local de la Cheka se hallaba dominado por Viacheslav Aleksandróvich, que había otorgado el mando de la unidad, formada principalmente por marinos hostiles a los bolcheviques de las flotas del Báltico y del mar Negro, al socialrevolucionario de izquierdas Dmitri Popov.
Esa misma tarde, Lenin había enviado parte de las escasas fuerzas que aún quedaban en la ciudad al noreste, para tratar de sofocar el Alzamiento de Yaroslavl, que acababa de estallar. En Moscú apenas quedaron unas unidades de tiradores letones, las fuerzas de la Cheka y algunas unidades de la Guardia Roja y del Ejército, aún en instrucción. Lenin recibió la noticia del atentado, del que se desconocía la gravedad y la autoría, poco después. Solo por la noche, al acudir a dar las condolencias a la embajada, Dzerzhinski le indicó que los autores eran socialrevolucionarios miembros de la Cheka, que los protegía; al tiempo, el comisario de Exteriores, Gueorgui Chicherin, le comunicó la exigencia alemana de acantonar tropas en Moscú.

## Primeras escaramuzas

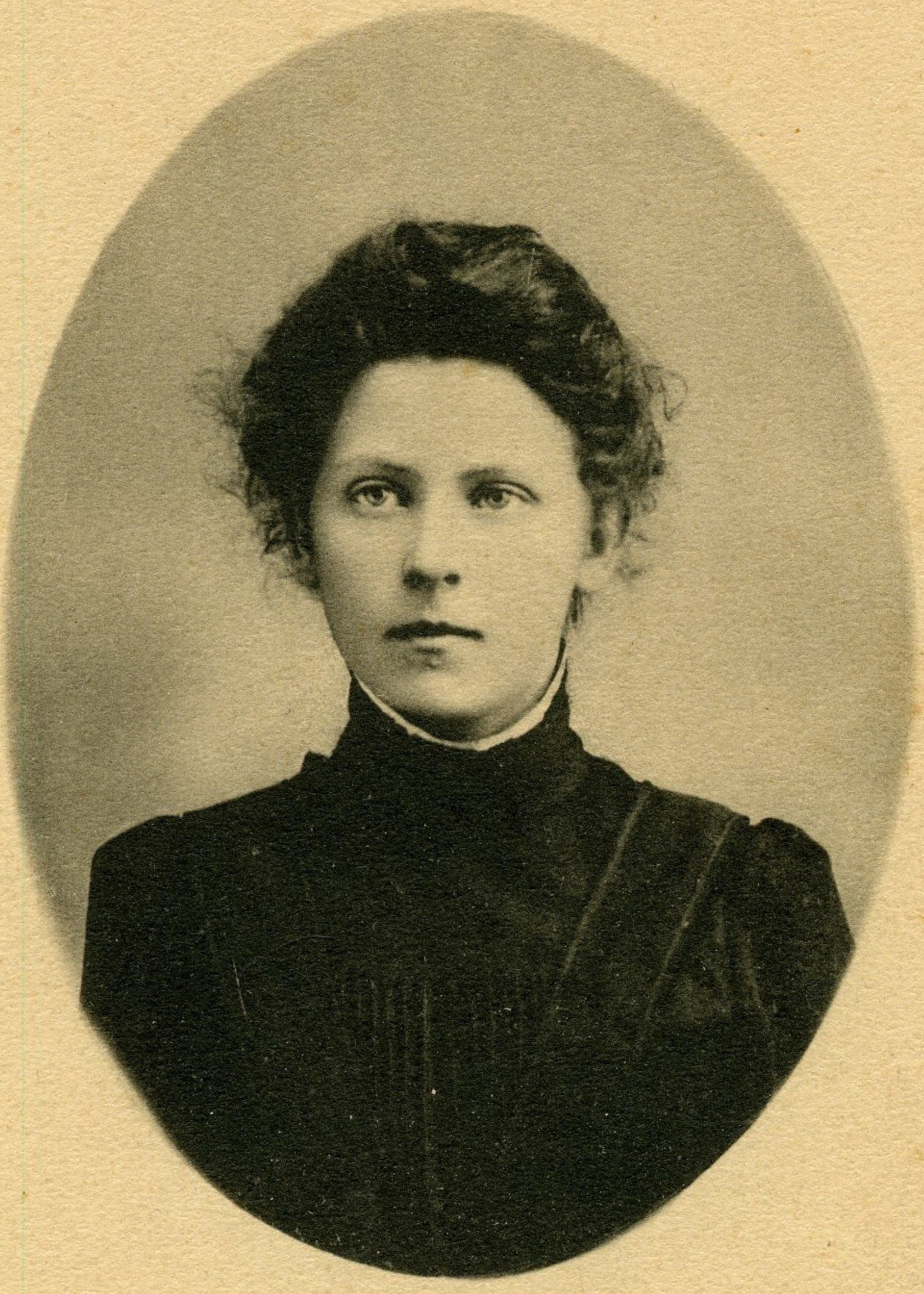
Retrato de Mariya Spiridónova

Feliks Dzerzhinski, alarmado por la autorización falsificada con su firma que los asesinos habían utilizado para que les franqueasen en acceso a la embajada alemana, había tratado en vano de ponerse en contacto con Aleksandróvich. La misma tarde, alrededor de las cinco de la tarde, encargado de la investigación del asesinato, acudió directamente de la embajada alemana al edificio de la Cheka exigiendo la entrega de los asesinos. Un chekista bolchevique le había informado de la presencia de Bliumkin en el edificio. Al recibir la respuesta del comité central del PSRI, que se hallaba reunido en las oficinas, de que el atentado se había cometido por orden del partido, trató de detener a los dirigentes del comité, siendo a su vez desarmado y arrestado por las fuerzas socialrevolucionarias presentes, más numerosas. Las fuerzas de la Cheka la formaban alrededor de seiscientos hombres, partidarios en general de los socialrevolucionarios. Dzerzhinski debía servir de rehén para garantizar la seguridad de los delegados socialrevolucionarios que se dirigían al Teatro Bolshói para participar en las sesiones del congreso de los soviets.
Lenin se trasladó de inmediato a la embajada para disculparse por el asesinato y tratar de calmar a los alemanes. De vuelta en el Kremlin, se mostró preocupado por las consecuencias, ya que consideraba la reanudación del conflicto con Alemania como un desastre para la revolución. Tras un momento de duda, decidió demostrar a los alemanes que los bolcheviques podían encargarse de los socialrevolucionarios, a pesar de haber perdido el control de la Cheka local. Lenin acusó a los SR de tratar de derrocar el Gobierno soviético y encargó a Trotski el aplastamiento de la rebelión quien, a su vez, puso al mando de las fuerzas fieles a los bolcheviques a Ivar Smilga. Mientras se preparaba el asalto a la sede de la Cheka, Lenin ordenó a Moiséi Uritski y al secretario del comité del partido en Petrogrado que regresasen a toda prisa a la antigua capital para prevenir posibles golpes de mano socialrevolucionarios en la ciudad.
La dirigente SR Mariya Spiridónova acudió entonces, pasadas las seis de la tarde, al congreso de los soviets para comunicarle la noticia del atentado y a denunciar la política del Gobierno, pero fue arrestada junto con el resto de delegados SR —unos cuatrocientos cincuenta— por los bolcheviques en el Teatro Bolshói a las 8:00 p. m. La delegación SR no había recibido aviso de la decisión del comité central de asesinar al embajador y se había reunido allí en espera de la apertura de la sesión del Congreso de los soviets. Las escasas fuerzas de la Cheka que habían permanecido leales lograron así aislar a la dirección del PSRI del resto de los sublevados. Evacuada discretamente la delegación bolchevique por una puerta lateral, la socialrevolucionaria quedó encerrada mientras celebraba una reunión, rodeada por un destacamento de Fusileros Letones. La presidencia del congreso, dominada por los bolcheviques, anuló la sesión prevista para esa tarde, privando así a Spiridónova de la posibilidad de anunciar el asesinato del embajador y el alzamiento a los delegados. Cuando los socialrevolucionarios descendieron a la platea una vez finalizada su reunión en el vestíbulo del segundo piso en la que Spiridónova había convencido a la mayoría de secundar la decisión del comité central contra los alemanes, se encontraron con que los bolcheviques habían desaparecido y habían quedado apresados en el edificio. Los socialrevolucionarios improvisaron una conferencia en la que participaron varios oradores que ensalzaron la tradición revolucionaria rusa, que continuó a partir de la medianoche en el vestíbulo, a donde se los trasladó. Más tarde y ya cansados, se echaron a dormir en el suelo de la sala.
Mientras, los SR, que controlaban el edificio de la Cheka y la Central de telégrafos desde las 20:00 tras ocuparlas con un destacamento de unos cuarenta hombres, comenzaron a informar al país de su acción contra el enviado alemán, solicitando el apoyo de la población, pero sin lanzar declaraciones contra los bolcheviques. Los bolcheviques, sin embargo, lograron cortar las comunicaciones entre la capital y el resto del país y controlar el tráfico entre la ciudad y el exterior. A la detención de su delegación del congreso de los soviets los socialrevolucionarios reaccionaron arrestando a los chekistas probolcheviques que aún se hallaban en la sede de la Cheka y al presidente del Sóviet de Moscú.
La tarde y noche del día 6, los bolcheviques se hallaban en clara desventaja militar frente a los socialrevolucionarios, incapaces de reunir tropas suficientes para enfrentarse a estos. Las tropas que defendían las fronteras se declararon neutrales, no deseando participar en el conflicto entre los dos partidos. Los SR, sin embargo, no aprovecharon esta ventaja, pues no deseaban tomar el poder por la fuerza sino forzar a los bolcheviques a reanudar la guerra y causar un levantamiento contra la política conciliadora con Alemania en el país.

## Enfrentamientos

### Combates en Moscú
A pesar de las simpatías de parte de la guarnición moscovita por los SR, los bolcheviques reunieron la mañana del 7 de julio fuerzas suficientes para asaltar sus posiciones, gracias especialmente al apoyo de las tropas letonas. Estas, que incluían un regimiento completo que guardaba el Kremlin y secciones de otros tres, habían permanecido fieles a los bolcheviques. En el Bolshói, Spiridónova y Kolegáyev recriminaron severamente a Trotski por su encierro y por las medidas contra sus correligionarios, que este rechazó acusando a los socialrevolucionarios de haberse alzado para tomar el poder.
Tras un intento vano de detener el choque, las unidades favorables a los bolcheviques acometieron a los SR. El primer asalto, previsto para las 2:00 a. m., resultó un fracaso. Siendo domingo y festivo —día de san Juan Bautista—, las tropas asignadas al asalto no se presentaron y obligaron a que este se llevase a cabo de día en vez de aprovechando la noche, como estaba previsto originalmente. El ataque comenzó por fin a mediodía con el uso de artillería contra la sede de la Cheka, que quedó muy dañada por las explosiones. Hacia las 2:00 p. m., la revuelta había sido sofocada y los dirigentes SR habían huido. Estos abandonaron a Dzerzhinski en el edificio. De los defensores, los asaltantes acabaron capturando a unos cuatrocientos. Aleksandróvich, capturado poco después en una estación de ferrocarril cercana, fue ejecutado el mismo día. Popov y otros once chekistas que habían participado en el alzamiento fueron también pasados por las armas sin juicio previo.

### Acciones en Petrogrado
En Petrogrado, el 7 de julio amaneció cálido y soleado y, siendo fiesta, las calles se llenaron de gente. La prensa sólo recogía dos líneas sobre el asesinato del embajador alemán en Moscú, enviadas antes de que se cortasen las comunicaciones con la capital. La noche anterior, los escasos dirigentes bolcheviques que habían permanecido en la ciudad y no habían asistido al V Congreso en Moscú recibieron la orden de prepararse para un alzamiento de los socialrevolucionarios de izquierda y formaron inmediatamente un comité militar revolucionario. Este decidió desarmar el principal destacamento armado del PSRI en la ciudad, acuartelado en la Escuela de Pajes, clausurar su principal diario y tratar de arrestar su comité local. El comité ordenó además la formación de troikas bolcheviques en los distintos distritos de la ciudad para evitar posibles acciones de los socialrevolucionarios. Estas debían neutralizar a los socialrevolucionarios de los distritos y desarmar a las formaciones que les eran afectas. Las autoridades bolcheviques de Petrogrado conocieron la autoría del asesinato del embajador alemán antes que los socialrevolucionarios de la ciudad.
Uritski llegó a Petrogrado alrededor de las 15:00 del 7 de julio y tomó inmediatamente la dirección del comité militar revolucionario. Relevó de la Comisaría de Interior regional a Proshián y aceleró el relevo de los cargos socialrevolucionarios de la Administración. Fuerzas leales a los bolcheviques rodearon las oficinas de los socialrevolucionarios en Smolny y las clausuraron a las 14:00, al tiempo que se arrestaba a la delegación socialrevolucionaria del Sóviet de Petrogrado. Entonces el comité socialrevolucionario de la ciudad, alertado de la probabilidad de acciones del Gobierno para desarmar a sus fuerzas y arrestarlo, avisó a estas y pasó a la clandestinidad. Las organizaciones locales, ignorantes de los acontecimientos de Moscú, recibieron las instrucciones con estupefacción. Confundidos por los inesperados sucesos, las fuerzas favorables a los socialrevolucionarios en los distritos no ofrecieron resistencia al desarme y las únicas víctimas del proceso de desarme lo fueron por accidente, cuando una granada explotó causando cuatro muertos y catorce heridos.
El único enfrentamiento en la ciudad tuvo lugar en la Escuela de Pajes, donde la escasa guarnición, apenas 350-380 soldados mercenarios, la mayoría adolescentes y sin simpatía por el PSRI, atraídos a la guardia del edificio por las mejores condiciones que las del frente u otras unidades, defendían el lugar. A las 17:00, se contaron las comunicaciones al edificio y se comenzó a rodear, mientras patrullas gubernamentales comenzaban a recorrer las principales avenidas de la ciudad. El comité militar trató de lograr infructuosamente la rendición de los asediados. Tras un primer asalto que fracasó, se reanudaron las conversaciones entre los dos bandos, sin que cesasen los combates y estos atrajesen a una multitud curiosa por ver qué sucedía en la zona. A las 19:00, nuevas tropas rodearon el edificio y trajeron ametralladoras; el asalto principal se produjo cerca de una hora más tarde, con uso de artillería y ametralladoras contra los sitiados. El bombardeo aceleró la deserción de los defensores. Los combates finalizaron alrededor de la 21:00 cuando los escasos defensores izaron una toalla blanca de una de las ventanas del edificio. Tras un acuerdo de rendición que garantizaba la seguridad de los defensores, unos 150 de ellos se rindieron a las tropas que entraron poco más tarde en el edificio.

## Represión del partido SR

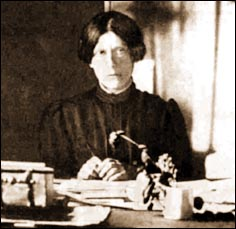
Mariya Spiridónova, dirigente del PSRI y miembro del comité central que ordenó el asesinato del embajador alemán. Durante su periodo en prisión en el otoño admitió la falta de preparación del partido para las consecuencias del atentado.

Los bolcheviques ejecutaron inmediatamente a trece SR pertenecientes a la Cheka, sin juicio previo, a la vez que mantenían a la delegación SR del Congreso en prisión y expulsaban a sus miembros del comité ejecutivo. Poco a poco fueron liberando al grueso de los delegados. Aquellos contrarios al alzamiento fueron puestos inmediatamente en libertad, tras serles incautadas las armas que pudiesen portar. Solo trece de los cuatrocientos cincuenta delegados —entre ellos, Spiridónova— fueron trasladados la mañana del 8 de julio del teatro a los calabozos del Kremlin; diez de ellos fueron liberados al día siguiente.
Los comunistas trataron de dividir el partido y alejar a los militantes de la dirección, logrando que algunos formasen dos nuevos partidos separados. La mayoría de los dirigentes radicales que habían abogado por aceptar la paz con los Imperios Centrales acabaron por repudiar el alzamiento. Aquellos que, en vez de criticar la acción del partido, la respaldaron, fueron perseguidos por las autoridades. A pesar de la huida de la mayoría de los dirigentes, unos cuatrocientos miembros del partido fueron arrestados y algunos de ellos ajusticiados. Spiridónova permaneció presa en el Kremlin hasta finales de noviembre. Recibió una condena de un año, conmutada por su ingreso en un sanatorio, del que pronto escapó. Dirigentes socialrevolucionarios que habían marchado a Suiza como diplomáticos, habían defendido la acción del partido y habían sido más tarde expulsados del país recibieron condenas de siete meses.
Los bolcheviques comenzaron a expulsar a los SR de las instituciones y tomaron sus oficinas en Petrogrado la mañana del 7 de julio tras una breve lucha, a pesar de que no había habido incidentes en la ciudad. Los dos diarios principales del partido, Znamia trudá y Golos trudovogo krestianstva, clausurados desde el 7 de julio, no recibieron permiso para retomar su actividad. El 9 de julio, el Congreso de los sóviets continuó sus sesiones, ya sin los delegados socialrevolucionarios de izquierda, condenó el alzamiento como intento del PSRI de tomar el poder, aprobó las acciones del Gobierno para aplastar la revuelta y expulsó de los consejos a los socialrevolucionarios de izquierda que no condenasen las acciones de su comité central. Petrovski, comisario de Interior, ordenó, sin embargo, la expulsión de los socialrevolucionarios de todos los sóviets locales, independientemente de si condenaban o no las acciones aprobadas por el comité central del PSRI. En Petrogrado, se expulsó a los representantes del PSRI de la dirección del Sóviet de Petrogrado, pero no de este, aunque a partir de entonces su influencia en las sesiones del organismo fue nula.
El asesinato de Mirbach había tratado, en vano, de forzar a los bolcheviques a retomar la lucha contra Alemania, una vez clara la imposibilidad de contar con una mayoría en el Congreso que les permitiese cambiar la política del Gobierno de forma pacífica. A pesar de la acusación gubernamental de intento de derrocamiento del gobierno soviético por parte del PSRI, la propia investigación de la Cheka en Petrogrado acabó sin que se encontrasen pruebas de ello y con la liberación de los arrestados en la Escuela de Pajes de la ciudad, los únicos que habían ofrecido resistencia, sin órdenes del partido, a las acciones del Gobierno.

## Consecuencias
El asesinato del embajador condujo a una grave pero efímera crisis entre el Gobierno de Lenin y el Imperio alemán. Como temían los dirigentes bolcheviques, el 14 de julio el embajador en funciones exigió el envío de tropas a Moscú con el pretexto de proteger la embajada, lo que hubiese colocado al Sovnarkom bajo el control del alto mando alemán. El rechazo de las exigencias alemanas, sin embargo, parecía conllevar la reanudación de las hostilidades. El comienzo esa misma noche de la Segunda batalla del Marne desvió la atención alemana al frente occidental y permitió al Gobierno rechazar finalmente las pretensiones alemanas a cambio de asignar una guardia de mil Guardias Rojos a la protección de la embajada, que compartirían la tarea con trescientos soldados alemanes desarmados y de paisano.
Por su parte, se nombró al coronel letón Vācietis, que había dirigido el asalto a la sede de la Cheka en la capital al mando de las principales fuerzas leales a los bolcheviques, comandante del frente del Volga y, más tarde, comandante en jefe del Ejército.
Los miembros del PSRI no desaparecieron inmediatamente de las instituciones por la falta de cuadros, que impedía a los bolcheviques sustituirlos por sus propios partidarios. Sin embargo, pasaron a formar parte de la oposición perseguida, junto con liberales, conservadores o socialistas moderados e incluso las agrupaciones que se distanciaron o rompieron relaciones con su comité central no conservaron su anterior poder en las instituciones. Las crecientes medidas de represión del partido culminaron con el juicio al mismo que empezó el 27 de noviembre de 1918. De los catorce acusados, solo dos se hallaban presentes, habiendo el resto pasado a la clandestinidad. Todos fueron condenados a cortas penas, pero el partido fue eliminado del poder. El alzamiento, que puso fin a la alianza entre bolcheviques y socialrevolucionarios de izquierda, fue un hito en el proceso de formación de un Gobierno monopartidista en el país. El asesinato del embajador, al contrario de lo que esperaban los dirigentes socialrevolucionarios, frustró sus planes: ni logró la reanudación del conflicto con Alemania, ni causó el esperado levantamiento de la población contra esta, ni sirvió para lograr el acercamiento de los comunistas de izquierda; además, el partido no se hallaba preparado para las consecuencias que causó el atentado. Sirvió fundamentalmente para facilitar que Lenin eliminase el poder político del partido rival. A pesar de su gran respaldo en el campo, el PSRI nunca se recuperó de la represión sufrida tras el asesinato de Mirbach y desapareció como opción política destacable.